# Micragrotis prosarca
Micragrotis prosarca är en fjärilsart som beskrevs av George Francis Hampson 1903. Micragrotis prosarca ingår i släktet Micragrotis och familjen nattflyn. Inga underarter finns listade i Catalogue of Life.